# Theodor Fleitmann

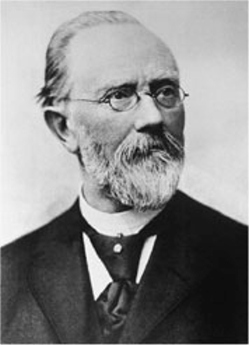
Theodor Fleitmann

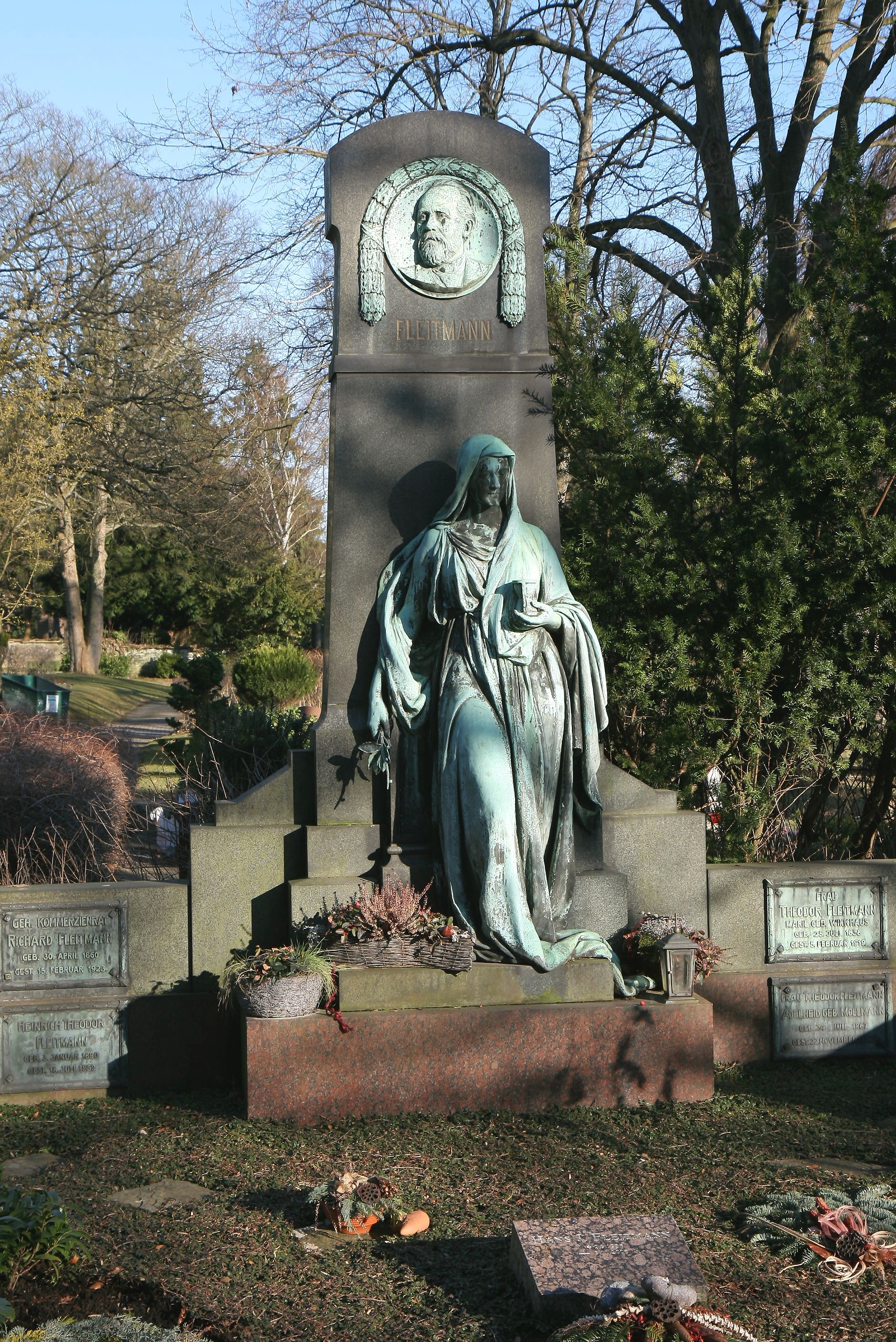
Grab von Theodor Fleitmann

Franz Friedrich Theodor Fleitmann (* 20. August 1828 in Schwerte; † 25. Oktober 1904 in Iserlohn) war ein deutscher Chemiker und Unternehmer.

## Familie
Fleitmann war der Sohn des Kaufmanns Theodor Friedrich Fleitmann (* 1796; † 1860). Seine Großeltern mütterlicherseits waren die Kaufmannsfamilien Duisberg und Overweg aus Iserlohn. Er heiratete 1856 in Elberfeld Maria Winkhaus (1838–1919), die Tochter des Elberfelder Seidenfabrikanten Friedrich Winkhaus (1791–1854). Aus der Ehe gingen 3 Söhne und 2 Töchter hervor, darunter Richard Fleitmann (1860–1923), später Generaldirektor der Vereinigten Deutschen Nickel-Werke in Schwerte.

## Leben
Nach dem Besuch der Provinzialgewerbeschule in Hagen begann er 1845 ein Chemiestudium. Er studierte in Gießen und Berlin. 1849 bis 1851 war Fleitmann Privatassistent von Justus von Liebig. 1850 wurde er zum Doktor der Naturwissenschaften (Dr. phil. nat.) promoviert.
Aus gesundheitlichen Gründen gab er die Universitätslaufbahn 1851 auf und siedelte nach Iserlohn über. Dort leitete er die Nickelhütte Neusilberwarenfabrik Herbers, Witte & Co. 1861 erwarb Fleitmann die Nickelhütte und gründete zusammen mit Heinrich Witte auf der Iserlohner Heide in Iserlohn die Nickel- und Kobaltfabrik Fleitmann & Witte, die 1871 Rohlinge für die erste deutsche Nickelmünze des Deutschen Reiches fertigte. Ein Jahr zuvor hatte man die Produktionsstätte nach Schwerte verlagert. Das Nickelkleingeld wurde als Fleitmännchen ein Begriff.
1877 gelang es Theodor Fleitmann, Nickel walz- und schmiedbar zu machen. Eine weitere Erfindung war das Plattieren von dünnem Nickelblech auf Stahlblech. Mit seinen Erfindungen schuf er die Grundlage für die spätere Nickelindustrie.
1898 wurde Theodor Fleitmann zum Ehrenbürger der Stadt Iserlohn ernannt. Drei Jahre später zog er sich aus dem auf über 1.000 Beschäftigte angewachsenen Betrieb zurück und übergab diesen an seine Söhne Richard (* 1860; † 1923) und Theodor Fleitmann (* 1861; † 1945). 1901 verlieh ihm die Technische Hochschule Charlottenburg die Ehrendoktorwürde. Er war Mitglied der Gesellschaft Deutscher Naturforscher und Ärzte.
Im Alter von 76 Jahren starb Theodor Fleitmann an den Folgen eines Schlaganfalls. Das Grabmal seiner Familie auf dem Hauptfriedhof Iserlohn steht unter Denkmalschutz.

## Werke
- Die Stellung des Berylliums und Magnesiums im periodischen System. Bonn 1927.